# Marjorie Estiano
Marjorie Estiano (* 8. března 1982 Curitiba, Paraná) je brazilská herečka a zpěvačka.

## Filmografie

### Filmy
- 2011: Malu de Bicicleta jako Sueli
- 2013: O Tempo e o Vento jako Bibiana
- 2014: Beatriz – entre a dor e o nada jako Beatriz
- 2014: Apneia jako Giovanna
- 2015: Garoto jako dívka
- 2017: Sob Pressão jako Dr. Carolina Alencar
- 2017: Entre Irmãs jako Emília dos Santos Duarte Coelho
- 2017: As Boas Maneiras jako Clara
- 2018: Todo Clichê de Amor jako Dani
- 2018: Aurora jako Mônica
- 2018: Paraíso Perdido jako Milene
- 2018: A Onda Maldita jako Alice
- 2019: Beatriz jako Beatriz

### Televizní seriály
- 2003: Malhação jako Fabiana
- 2004: Malhação jako Natasha Ferreira
- 2006: Páginas da Vida jako Marina Andrade Rangel
- 2006: Sob Nova Direção jako Nely Li
- 2007: Duas Caras jako Maria Paula Fonseca do Nascimento
- 2009: Caminho das Índias jako Tônia (Antônia Cavinato)
- 2010: S.O.S. Emergência jako Flávia Menezes
- 2011: Amor em Quatro Atos jako Letícia
- 2011: A Vida da Gente jako Manuela Fonseca
- 2012: Lado a Lado jako Laura Assunção
- 2014: Império jako Cora dos Anjos Bastos
- 2016: Ligações Perigosas jako Mariana de Santanna
- 2016: Justiça jako Beatriz Vieira Pugliesi
- 2017–2019: Sob Pressão jako Dr. Carolina Alencar

## Diskografie
- Marjorie Estiano (2005)
- Flores, Amores e Blablablá (2007)
- Oito (2014)